# GHV2
Albums de Madonna
Music
(2000) American Life
(2003)
GHV2 (Greatest Hits Volume 2) est le second album compilation de Madonna, réalisé en 2001. L'album a été produit onze ans après The Immaculate Collection et contient quinze de ses tubes produits de 1992 à 2001, depuis Erotica jusqu'à What It Feels Like for a Girl.
Malgré l'absence de nouvelles chansons, un mégamix promo, le Thunderpuss GHV2 Megamix a été créé pour promouvoir l'album ainsi qu'un clip vidéo contenant des images de performances live ainsi que des extraits de vingt-trois vidéos.
La pochette de l'album est une photo de Regan Cameron utilisée précédemment pour le Drowned World Tour. Le titre de l'album est difficilement lisible car inscrit dans la pupille de Madonna. Le livret compte plus de 200 photos de la chanteuse. 

## Pistes (auteurs et producteurs)
1. Deeper and Deeper (7" Edit) 4:54
Madonna/Shep Pettibone/Shimkin
2. Erotica (Radio Edit) 4:33
Madonna/Shep Pettibone
3. Human Nature (Radio Version) 4:33
Deering/Hall/Madonna/McKenzie/McKenzie
4. Secret (Edit) 4:32
Austin/Madonna
5. Don't Cry for Me Argentina (Radio Edit) 4:51
Andrew Lloyd Webber/Tim Rice/Nigel Wright/Alan Parker/David Caddick
6. Bedtime Story (Edit) 4:07
Björk/DeVries/Hooper
7. The Power of Good-Bye 4:10
Madonna/Rick Nowels/William Orbit/Patrick Leonard
8. Beautiful Stranger (William Orbit Radio Edit) 3:58
Madonna/William Orbit
9. Frozen (Edit) 5:10
Madonna/Patrick Leonard/William Orbit
10. Take a Bow (Edit) 4:31
Babyface/Madonna
11. Ray of Light (Radio Edit) 4:36
Madonna/William Orbit/Clive Muldoon/Dave Curtis/Christine Leach
12. Don't Tell Me 4:40 
(Mirwais Ahmadzaï/Madonna/Henry)
13. What It Feels Like For A Girl 4:43 
(Madonna/Sigsworth)
14. Drowned World/Substitute for Love* 5:11
Madonna/William Orbit/Rod McKeun/Anita Kerr/David Collins
15. Music 3:44 
 (Mirwais Ahmadzaï/Madonna)

## À propos de l'album
- La version de Human Nature est une version « tout public », c'est la version qui était utilisée pour les radios aux États-Unis.
- La chanson You'll See a été remplacée à la dernière minute par Drowned World/Substitute For Love.[réf. nécessaire]
- Les chansons This Used to Be My Playground, Rain, I'll Remember, You'll See, You Must Love Me, Nothing Really Matters et American Pie devaient figurer sur l'album.[réf. nécessaire]
- À l'origine L'album devait s'intituler The Second Coming the Immaculate Collection Part Two Hit Lady - The Best of 1991-2001 mais beaucoup trop long pour un nom d'album.
- En novembre 2001, Warner sort sept 45 tours contenant 14 des 15 titres de l'album, mis à part Don't Cry for Me Argentina.
- Après Evita, GHV2 est le second album qui ne bénéficie pas d'une édition vinyle.

## Classements, volumes et certifications
Estimations  : 1 000 000
| Pays                                      | Classement       | Ventes    | Certification |
| ----------------------------------------- | ---------------- | --------- | ------------- |
| Afrique du Sud                            | —                | 2 000     | Or            |
| Allemagne                                 | 3 (14 semaines)  | 150 000   | Platine       |
| Argentine                                 | 5                | —         | —             |
| Australie                                 | 3                | 30 000    | Platine       |
| Autriche                                  | 1                | —         | —             |
| Belgique ( Région flamande) - ( Wallonie) | 3 - 9            | 20 000    | Platine       |
| Brésil                                    | 9                | 80 000    | Platine       |
| Canada                                    | 11 (16 semaines) | 50 000    | Platine       |
| Corée du Sud                              | 5 (7 semaines)   | 12 000+   | —             |
| Danemark                                  | 19               | 10 000    | Or            |
| Espagne                                   | 3 (11 semaines)  | 100 000   | 2 × Platine   |
| Finlande                                  | 11               | 13 000+   | Platine       |
| France                                    | 13 (4 semaines)  | 300 000   | Platine       |
| Grèce                                     | 3 (9 semaines)   |           | —             |
| Hongrie                                   | 8 (13 semaines)  | —         | —             |
| Irlande                                   | 2 (15 semaines)  | —         | —             |
| Italie                                    | 9 (12 semaines)  | 100 000   | Platine       |
| Japon                                     | —                | 100 000   | 2 × Or        |
| Malaisie (Top 20)                         | 13 (8 semaines)  | —         | —             |
| Mexique                                   | —                | 150 000   | Platine       |
| Norvège                                   | 5 (13 semaines)  | —         | —             |
| Nouvelle-Zélande                          | 8 (5 semaines)   | 7 500     | Or            |
| Pays-Bas                                  | 13 (19 semaines) | 80 000    | Platine       |
| Pologne                                   | 21 (13 semaines) | 25 000    | 3x Or         |
| Portugal                                  | 24 (3 semaines)  |           | —             |
| République tchèque                        | 19 (11 semaines) | —         | —             |
| Royaume-Uni                               | 2 (40 semaines)  | 450 000   | 2 × Platine   |
| Singapour (Top 10)                        | 4 (4 semaines)   | —         | —             |
| Slovaquie                                 | 7 (15 semaines)  | —         | —             |
| Suède                                     | 23 (11 semaines) | 80 000    | Or            |
| Suisse                                    | 3 (19 semaines)  | 40000     | Platine       |
| États-Unis                                | 7 (18 semaines)  | 1 000 000 | Platine       |